# Copa América de Ciclismo de 2002
A Copa América de Ciclismo 2002 foi a segunda edição da Copa América, que ocorreu no dia 06 de janeiro de 2002 em São Paulo e foi vencida por John Lieswyn. O americano atacou no último quilômetro e surpreendeu o pelotão, vencendo com uma vantagem de 2 segundos. A Copa América abriu a temporada brasileira de Ciclismo, tomando lugar no autódromo de Fórmula 1 de Interlagos, no circuito de 4.3 quilômetros. 251 ciclistas do Brasil, Argentina, Estados Unidos, Uruguai e Chile participaram do evento.

## Resultados
| Posição | Elite Masculino        | Elite Masculino |
| Posição | Nome                   | Tempo           |
| ------- | ---------------------- | --------------- |
| 1.      | John Lieswyn           | 53' 38"         |
| 2.      | Gregorio Bare          | + 2"            |
| 3.      | Nilceu dos Santos      | + 2"            |
| 4.      | Ángel Colla            | + 2"            |
| 5.      | Ivan Dominguez         | + 2"            |
| 6.      | Daniel Rogelin         | + 2"            |
| 7.      | Luciano Pagliarini     | + 2"            |
| 8.      | Pedro Elivelton        | + 2"            |
| 9.      | Francisco Belo         | + 2"            |
| 10.     | José Reginaldo Cardoso | + 2"            |